# Université de l'Uélé
Créée en 1998, l'université de l'Uélé est un établissement public d'enseignement supérieur et Universitaire situé dans la ville d'Isiro, province de Haut-Uele. Officiellement reconnue par le ministère de l'Enseignement supérieur et universitaire de la république démocratique du Congo, ouvre officiellement ses portes le 29 octobre 2001. Elle est gérée par les pères dominicains.

## Histoire
Créée sous l’initiative des ressortissants du bassin de l'Uélé en collaboration avec l'ordre des Prêcheurs (pères dominicains), l'université de l'Uélé devient légale le 1er avril 1998 obtint son agrément provisoire par l'arrêté ministériel n° EDN/CAB.MIN/ESU/0066/98 du 11 avril 1998. 
Bien qu’ayant l’autorisation de fonctionnement, le démarrage des activités de l'Université a été repoussé à cause de la guerre qui s’est déclarée à l’Est du pays le 02 août 1998, pour finalement débuter le 29 octobre 2001 à Isiro.

## L'université contemporaine

### Direction
L'Uniuele est dirigée par un Comité de gestion composé de quatre membres : le recteur, le secrétaire général académique, le secrétaire général administratif et l’administrateur du budget ; respectivement Messieurs Roger Nganzi Gaise, Raphaël-Marie Masoki, Henri Mbalabu, Donatien-Aimé Tshidibi.

### Facultés[5]
- Faculté des Sciences Sociales, Politiques et Administratives.
- Faculté des Sciences Economiques et de Gestion
- Faculté des Sciences Religieuses et Développement
- Faculté des Sciences Agronomiques
- Faculté de Droit
- Faculté des Sciences Géologiques
- Faculté de Médecine